# Place Henri-Malberg
La place Henri-Malberg (anciennement place des Grandes-Rigoles) est une voie située dans le quartier de Belleville du 20e arrondissement de Paris.

## Situation et accès
La place Henri-Malberg est desservie à proximité par la ligne 11 à la station Jourdain.

## Origine du nom
La place est initialement nommée place des Grandes-Rigoles en raison de sa localisation au-dessus d'un réservoir d'eau médiéval dit des Grandes Rigoles, situé au nord-est de la place, et appartenant au réseau des sources du Nord.
Elle est renommée pour honorer la mémoire de Henri Malberg (1930-2017), homme politique français, élu du 20e arrondissement et président du groupe communiste au Conseil de Paris.

## Historique

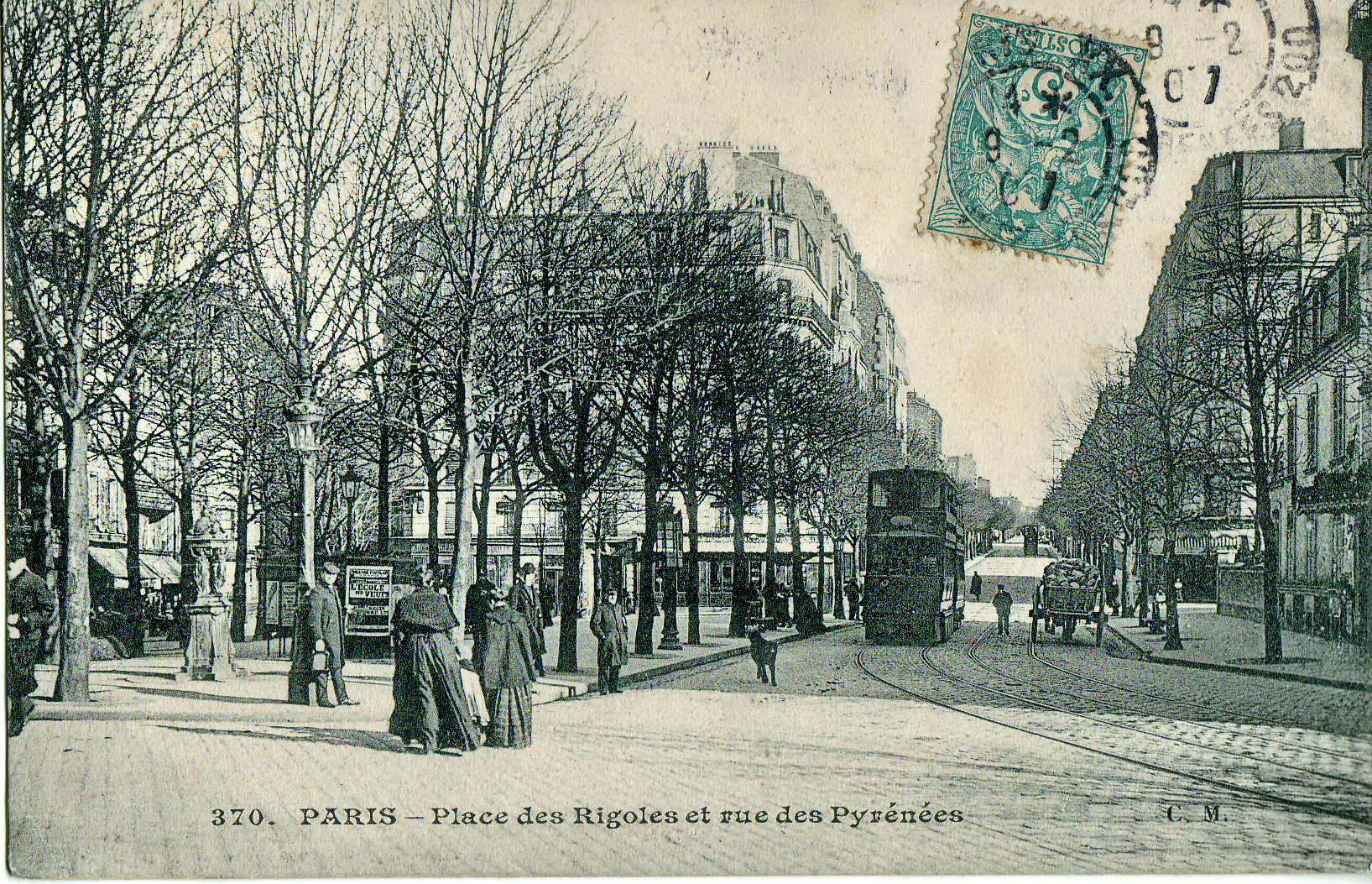
Place des Rigoles (à gauche) et rue des Pyrénées (à droite) avant 1907.

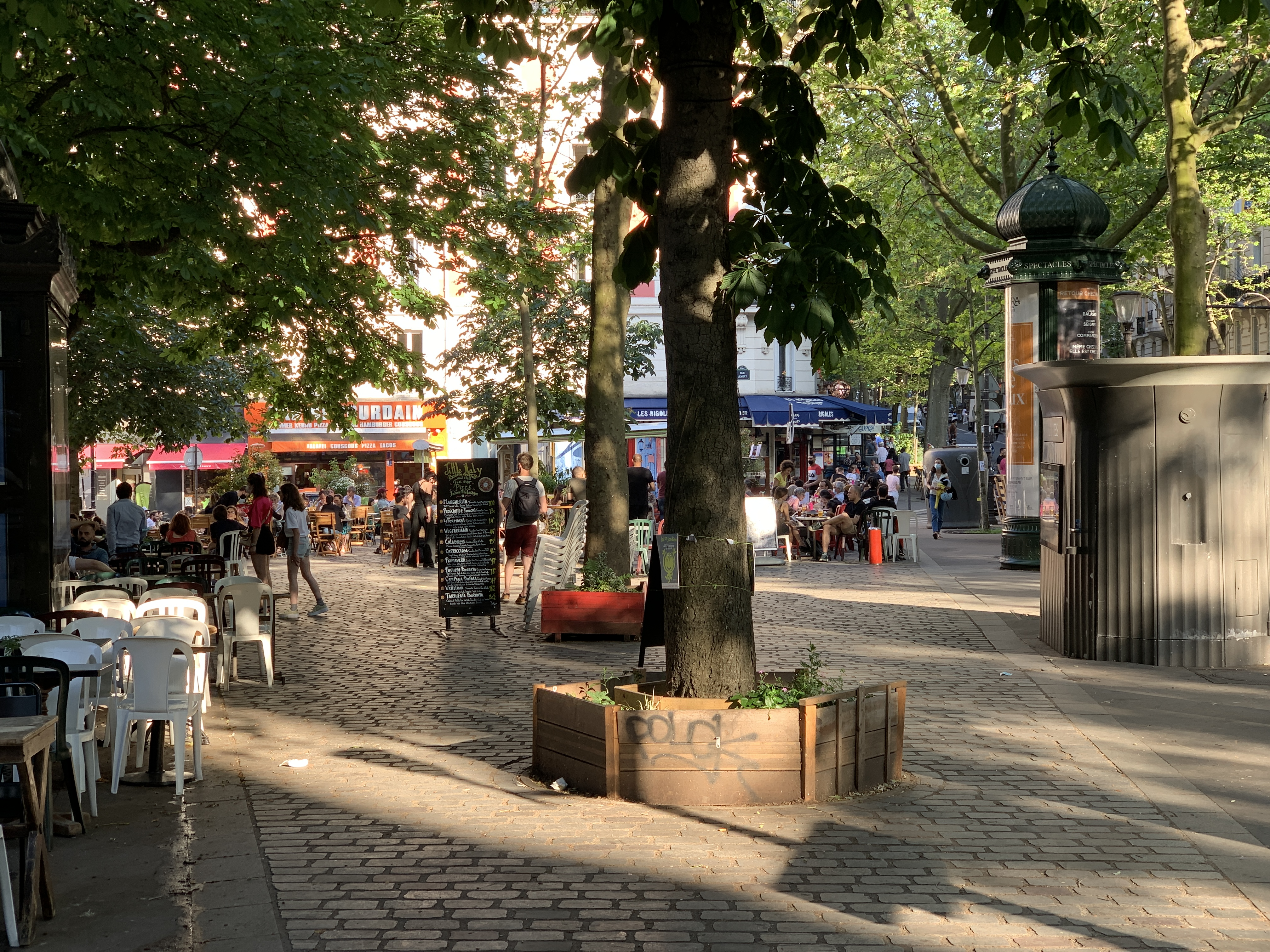
Autre vue de la place.

La place a été inaugurée le 23 mars 2018.